# 1 E16 s
- 1016 s 미만
- 3억 4000만 년 -- 데본기가 끝나고 석탄기가 시작되고 나서 흐른 시간.
- 4억 년 -- 실루아기가 끝나고 데본기가 시작되고 나서 흐른 시간.
- 4억 3500만 년 -- 오르도비스기가 끝나고 실루아기가 시작되고 나서 흐른 시간.
- 5억 년 -- 캄브리아기가 끝나고 오르도비스기가 시작되고 나서 흐른 시간.
- 5억 4000만 년 -- 선캄브리아기가 끝나고 캄브리아기가 시작되고 나서 흐른 시간.
- 5억 8000만 년 -- 최초의 다세포생물이 생기고 나서 흐른 시간.
- 7억 380만 년 -- 우라늄-235의 반감기.
- 12억 4800만 년 -- 칼륨-40의 반감기.
- 23억 년 -- 최초의 빙하기가 있고 나서 흐른 시간.
- 1017 s 이상